# 야마구치 마유미
야마구치 마유미(山口 眞弓, 1975년 5월 12일 ~ )는 일본의 성우이다.

## 출연작

### TV 애니메이션
1999년
- 디지몬 어드벤처(가부몬, 가루루몬, 메탈가루루몬, 워가루루몬)

2000년
- 디지몬 어드벤처 02(가부몬)

2001년
- 갤럭시 엔젤(포르테 슈토렌)
- 디지몬 테이머즈(리 젠랴)

2002년
- 갤럭시 엔젤 Z(포르테 슈토렌)
- 갤럭시 엔젤 A(포르테 슈토렌)

2003년
- 강철의 연금술사(엔비)

2004년
- 갤럭시 엔젤 X(포르테 슈토렌)

2006년
- 갤럭시 엔젤룬(포르테 슈토렌)
- 러브돌 ~Lovely Idol~(마키 요코)

### 게임
2005년
- 프린세스 콘체르트(리안)